# Гідроенергетика

Дамба гідроелектростанції A — водосховище, B — електростанція, C — турбіна, D — генератор, E — водозабірна труба, F — напірний трубопровід, G — міжміські лінії електропередач, H — річка

Гідроенерге́тика — галузь відновлюваної енергетики, що вивчає використання потенціальної та кінетичної енергії води шляхом перетворення її в електричну. Таке перетворення відбувається на гідроелектростанціях.

## Загальна характеристика
Енергія води, як і енергія вітру, використовується людьми здавна як джерело механічної енергії, а починаючи з ХХ ст. і як джерело електроенергії. При звичайній гідроелектричній схемі вода накопичується в резервуарі, що часто створюється перегородженням річки дамбою. Вода з резервуару подається на турбіни, з'єднані з електричним генератором. У насосних електростанціях вода, що проходить через турбіни, подається туди по циклу знову. У припливних електростанціях використовується енергія води, що піднімається й опускається в результаті припливів.
На початку ХХІ ст. гідроенергетика постачає шосту частину світової електроенергії, майже 4500 ТВт-год у 2020 році, що більше, ніж усі інші відновлювані джерела разом узяті, а також більше, ніж атомна енергетика, причому в деяких країнах частка електрики, виробленої на гідроелектростанціях, значно вища. Зокрема, гідроенергетика відіграє провідну роль у таких країнах, як Бразилія, Норвегія та Китай.
В Україні, на Дніпрі, побудовано каскад з 6 гідроелектростанцій. Слід зазначити, що в останні роки будівництво гідроелектростанцій у світі значно скорочено внаслідок відсутності сприятливих умов.

## Гідроенергетика як науковий напрям
Гідроенергетика як науковий напрям ґрунтується на теоріях статистики, дифузії, міцності, гідро- та електродинаміки. Методи математичної статистики використовують для визначення гідроенергетичних ресурсів територій, регулювання річного, сезонного та добового стоків річок; елементи теорії дифузії застосовують при створенні штучних водосховищ; теорія міцності є основою будівництва гідротехнічних споруд та виробництва енергетичного устаткування; застосування законів гідро- та електродинаміки забезпечує досягнення високої енергетичної ефективності процесу перетворення гідроенергетичних ресурсів в електроенергію (коефіцієнт корисної дії — 0,7…0,9).

## Економічна географія ринку гідроенергетики
Гідроенергетика забезпечує близько 20 % світового виробітку електроенергії. Більше електричної енергії виробляється тільки підприємствами теплоенергетики, які працюють на використанні викопного органічного палива. Згідно зі звітом міжнародної асоціації гідроенергетики IHA на кінець 2014 року встановлена потужність ГЕС становила у світі 1036 ГВт, з них гідроакумулювальних електростанцій — 142,1 ГВт (13,7 %). У рейтингу виробників електричної енергії з гідроенергії Китай займає перше місце в світі — 279,4 ГВт (27 %), дещо відстають від лідера Бразилія — 89,3 ГВт (8,6 %), США — 79,3 ГВт (7,7 %), Канада — 77,8 ГВт (7,5 %), Росія — 49,1 ГВт (4,7 %). На кінець 2015 року загальна встановлена потужність гідроелектростанцій у світі становила 1211 ГВт, з них 145 ГВт припадає на гідроакумулювальні електростанції. Встановлена потужність гідроелектростанцій Китаю нині становить 320 ГВт. Гідроенергетика забезпечує Китаю 17 % виробництва електричної енергії. В таких країнах, як Бразилія, Канада, Нова Зеландія, Норвегія (28,72 ГВт), Австрія, Венесуела (15,4 ГВт) гідроенергетика забезпечує більше половини виробництва всієї електроенергії. Водночас Норвегія та Парагвай (8,81 ГВт) задовольняють майже 100 % своїх потреб в електричній енергії за рахунок гідроресурсів, при цьому близько 90 % електроенергії Парагвай експортує в Бразилію та Аргентину (власне виробництво — 9,08 ГВт). В Європі гідроенергетичний потенціал великих річок значною мірою використаний. Установлена потужність ГЕС у Франції становить 18,38 ГВт, у Швеції — 16,32 ГВт, в Італії — 14,33 ГВт.
Попри велику увагу до дешевої гідроенергії, невикористаний технічно досяжний і економічно доцільний потенціал гідроенергії становить у світі близько 2200 ГВт. Певні перспективи зростання встановленої потужності припадає на малі ГЕС. які відрізняються величиною напору води. ГЕС високого напору будуються у гірській місцевості, для виробітку певної кількості електроенергії їм необхідний менший потік, вони коштують дешевше. ГЕС малого напору є типовими для рівнини, їм не потрібен водогінний канал, проте, наявність відповідного напору та швидкості потоку води — необхідні умови для виробництва електроенергії. Згідно зі спільним звітом International Center on Small Hydro Power та UNIDO за 2013 рік, загальна встановлена потужність малих гідроелектростанцій у світі становить близько 75 ГВт, а технічний потенціал малих ГЕС становить приблизно 173 ГВт. Близько 65 ГВт встановленої потужності малих ГЕС припадає на Китай, малі ГЕС Китаю виробляють 27 % всієї гідроенергії, всього ж Китай має близько 45 000 ГЕС.
Встановлена потужність ГЕС та ГАЕС в об'єднаній енергетичній системі України становить 5360 МВт, у тому числі, Дністровських ГЕС — 700 МВт та ГАЕС — 650 МВт, додатково потужність малих ГЕС — 100 МВт. У балансі потужності енергосистеми України частка гідроелектростанцій не перевищує 9,1 %, оптимальна ж частка в гідроенергетичних потужностях становить 15 %, це зумовлює дефіцит як маневрових, так і регулюючих потужностей. Для створення сприятливих умов для інтеграції об'єднаної енергетичної системи України з європейською енергосистемою та збільшення експорту електроенергії прийнято такі напрямки розвитку гідроенергетики України: завершення будівництва Дністровської, Канівської та Ташлицької ГАЕС (сьогодні встановлена потужність Ташлицької ГАЕС становить 300 МВт у генераторному режимі); продовження реконструкції ГЕС Дніпровського каскаду та Дністровської ГЕС; спорудження ГЕС на річках Тисі і Дністрі та їх притоках; відбудова існуючих та спорудження нових ГЕС на малих річках і водостоках. На території України нараховується 63 тисячі малих річок та водотоків загальною довжиною ~ 135 тисяч кілометрів. У 1950-х роках в Україні працювало більше 950 малих ГЕС загальною потужністю 30 МВт. На даний час експлуатується всього 60. 

## Гідроенергетика в Україні
Побудова Дніпрогесу свого часу створила енергетичну базу для важкої промисловості, забезпечила умови для електрифікації сільського господарства, відкрило наскрізне судноплавство Дніпром. У 1959 р. споруджено Кременчуцьку ГЕС (потужністю 625 тис. кВт), у 1963 р. почала діяти ще одна гідроелектростанція — Дніпродзержинська (потужністю 325 тис. кВт).
На початку XXI ст. в енергетичному комплексі України гідроелектростанції посідають третє місце після теплових та атомних. Сумарна встановлена потужність ГЕС України нині становить 8 % загальної потужності об'єднаної енергетичної системи країни. Середньорічний виробіток електроенергії гідроелектростанціями дорівнює 10,8 млрд кВт·год. Встановлено, що економічні та технічні можливості використання гідроенергоресурсів України дорівнюють близько 20 млрд кВт·год., а нині використовується не більше 50 %. Основний використовуваний потенціал зосереджений на ГЕС Дніпровського каскаду (потужність — 3,8 ГВт, виробіток — 9,9 ГВт·год): Дніпровська ГЕС, Київська ГАЕС (гідроакумулююча), Ташлицька ГАЕС.
Окрім ГЕС і ГАЕС, в Україні нині експлуатуються 49 так званих малих ГЕС, які виробляють понад 200 млн кВт·год електроенергії. Але вони мають недоліки: швидке зношення обладнання, пошкодження споруд напірного фонтана, замулення водосховищ, недостатнє використання засобів автоматики та контролю.
Від 2009 року малі (до 10 МВт) гідроелектростанції в Україні отримали право на використання зеленого тарифу.
Подальший розвиток гідроенергетики потребує реконструкції і технічного вдосконалення гідровузлів. Заміну фізично застарілого обладнання слід здійснювати на сучасному рівні (з використанням засобів автоматизації та комп'ютеризації).

## Обмеження існуючих технологій та систем гідроенергетики
Досвід експлуатації висвітлив переваги, проте, засвідчив і суттєві вади існуючих систем енергетики. Так як енергетичні перетворення у системах відбуваються за допомогою масивних рухомих елементів (роторів), це обумовлює їх високу інерційність та необхідність періодичного обслуговування протягом всього строку експлуатації.
З іншої сторони, існуючі енергетичні об'єкти, зазвичай, є системами непрямої дії. Вони потребують подвійного і, навіть, потрійного проміжного перетворення енергії. Наприклад, у гідроелектростанціях механічна кінетична енергія водяного або повітряного потоку спочатку обертається у кінетичну енергію роторів гідро- та вітротурбін. Внаслідок перехідних енергетичних трансформацій схеми електростанцій ускладнюються, і знижується їх виробнича ефективність (коефіцієнт корисної дії).
На додаток, велетенські енергетичні об'єкти породжують суттєві екологічні проблеми. Значні капіталовкладення у фундаментальні таприкладні дослідження дозволили кількісно накопичити нові знання, втім, до цього часу не забезпечили якісного прориву у створенні енергоефективних та доступних систем відновлюваної енергії. І надалі можливості підвищення енергоефективності макроскопічних систем будуть звужуватись через невідповідність якості конструктивних матеріалів умовам їх використання.
Розрахунки свідчать, навіть прогрес у створенні енергетичних перетворювачів, окремі удосконалення як то безгреблеві гідроелектростанції на основі напівзанурених та занурених гідротурбін; вітротурбінні гідроакумулювальні електростанції, кількісне їх нарощування не в змозі кардинально вирішити назрілі проблеми макроскопічної енергетики в рамках класичних положеньгідромеханіки та термодинаміки.
Гідравлічні ресурси, які живлять роботу гідроелектростанцій, є також обмеженими і часто географічно віддаленими від місць споживання. Регулярні гідрометричні спостереження засвідчують рекордно низький приплив вод на річках та обміління водосховищ у різних частинах світу. Все частіше виникають проблеми водозабезпечення посушливих регіонів. Більшість кліматичних моделей вказують на зменшення у найближчі три десятиліття водності річок Центральної Європи, басейну Середземного моря, Центральної Америки та Бразилії. Зміни водного режиму річок уже сьогодні негативно відбиваються на стані пов'язанихгалузей економіки. У повідомленні Національної енергетичної компанії «Укренерго» йдеться про низьку водність річки Дніпро. Через низький приплив вод на річках дніпровського басейну порушується стан екосистеми, акоефіцієнт використання встановленої потужності ГЕС складає всього 30-40 %.  Наявні макроенергетичні технології не забезпечують високого рівня використання гідрологічних ресурсів, нерідко звужують технічно доступний та економічно доцільний гідрологічний потенціал. Для об'єднаної енергосистеми України виникає загроза втрати регулюючих та маневрових потужностей гідроелектростанцій. Під великим питанням залишається побудова в Україні нових потужностей, оскільки запаси вільних гідроресурсів катастрофічно вичерпуються, як не стало їх задовго до цього і в країнах Європейського Союзу.
Вочевидь, наявні макроскопічні технології енергетики, у тому числі,відновлюваної, не милують око різноманіттям і технічними рішеннями. Водні які ми уловлюємо за допомогою існуючих технологій, при уважному розгляді також виявилися не такими безкрайніми, як спершу здалося. Клімат на Землі, як і вся природа. перероджується. Ріки змінюють своє русло, міліють або ж і повністю пересихають.
Для того щоб задовольнити потреби суспільства в електричній енергії, існуючих ресурсів, вочевидь, недостатньо. Не відповідають вони повною мірою і вимогам сталого розвитку. Магістральним шляхом подолання проблем розвитку галузі є удосконалення існуючих та створення принципово нових технологій виробництва кінцевої електричної енергії із застосуванням глибинних енергетичних перетворень, які б дозволили використовувати новітні джерела відновлюваної енергії а також раніше технічно недоступний та економічно недоцільний енергетичний потенціал.
Альтернативою макроскопічній гідроенергетиці може стати молекулярна гідроенергетика.

## Молекулярна гідроенергетика

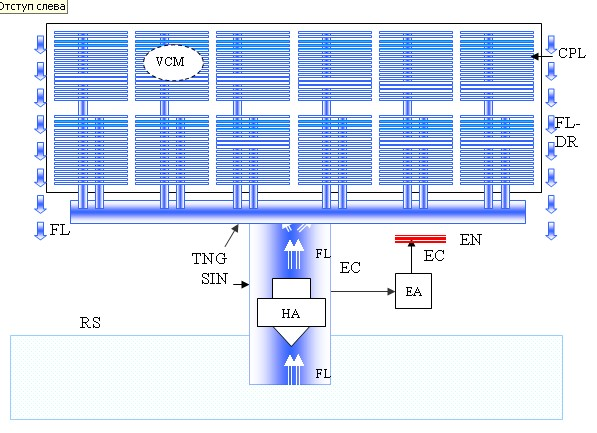
Молекулярна система виробництва електричного струму розгалуженого річища на основі об'ємних флюїдорушійних модулів.

Детельніше: Молекулярна гідроенергетика
Молекулярна гідроенергетика (англ. molecular hydropower) — наука і галузь, складова частина молекулярної енергетики, яка вивчає та використовує відновлювані енергетичні властивості молекул, атомів, йонів, інших малих частинок рідинного середовища, взаємодію цих частинок між собою, з іншими тілами а також з електричними та магнітними полями з метою вироблення, накопичення, розподілу та використання електричної енергії.
Молекулярна гідроенергетика є також складовою частиною класичної гідроенергетики, в основі якої лежать закони гідродинаміки, що описують рух нестисливої рідини та її взаємодію з твердими тілами, а також закони гідростатики, що оцінюють рівновагу рідини та її дію на занурені в нею тіла. Тож, в розрахунках параметрів та характеристик систем молекулярної гідроенергетики поряд з енергетичними характеристиками малих частинок, всередині та на кордоні фаз, як правило, застосовуються також макроскопічні параметри (швидкість, тиск, густина) потоків рідини.
Ефективне перетворення та вивільнення енергії молекул, атомів, йонів та інших частинок рідини, скажімо, води або водних розчинів (електролітів), може бути здійснено за допомогою фізичних та хімічних поверхневих явищ, які виникають на межі фаз, зокрема, змочування, адгезії, когезії, капілярного ефекту, адсорбції,  абсорбції тощо. Поряд з вище названими явищами для створення молекулярних технологій та систем гідроенергетики застосовні також фізичні явища електрокінетики, осмосу, електродіалізу,магнітогідродинаміки в рідинах та їх розчинах, а ще поєднання цих ефектів. Звідсіля витікає і поділ молекулярної енергетики складові:
- гідроенергетика міжфазної поверхні;
- електрокінетична гідроенергетика;
- гідроенергетика градієнта солоності;
- магнітогідродинамічна гідроенергетика тощо.

Фізичні та хімічні явища лежать також в основі класифікації технологій та систем молекулярної гідроенергетики:
- гідроадгезійні технології та системи міжфазної поверхні на основі позитивного термодинамічного p-потенціалу Гіббза;
- гідроабсорбційні технології та системи міжфазної поверхні на основі негативного термодинамічного n-потенціалу Гіббза;
- електрокінетичні технології та системи молекулярної гідроенергетики;
- осмотичні технології та системи гідроенергетики градієнта солоності (технології та системи забарного осмосу);
- електродіалізні технології та системи гідроенергетики градієнта солоності;
- магнітогідродинамічні технології та системи молекулярної гідроенергетики тощо.

Класифікація молекулярних технологій та систем гідроенергетики є умовною, бо на практиці вони нерідко інтегруються.

### Мікротурбіни
- (англ.) Microhydropower.net [Архівовано 23 червня 2016 у Wayback Machine.] — сайт присвячений мікротурбінам (до 300 кВт, що працюють автономному режимі і не мають підключення до електророзподільних мереж).
- (англ.) PowerPal [Архівовано 26 травня 2016 у Wayback Machine.] — компанія, що виготовляє «нанотурбіни» (200—1000 Вт).

### Енергія хвиль і океанських течій
- (англ.) Blue Energy Canada [Архівовано 12 березня 2022 у Wayback Machine.] — канадська компанія, що розвиває технологію використання енергії океанських припливів і течій.
- (англ.) Tidal Electric [Архівовано 24 червня 2016 у Wayback Machine.] — шотландська компанія з розвитку припливних електростанцій у світі.